# دوشیزه جهانگردی
دوشیزه جهانگردی یا دوشیزه جهانگردی بین‌الملل (به انگلیسی: Miss Tourism International) یک مسابقه بین‌المللی زیبایی است که از سال ۱۹۹۴ برگزار می‌شود.
دوشیزه جهانگردی حال تیا لی تاویپانیچپان از 
تایلند است.

## تاریخچه
دوشیزه جهانگردی مسابقه ای است که میزبان بسیاری از ملکه های زیبایی بین المللی از سراسر جهان است. این مسابقه برای اولین بار در سال ۱۹۹۴ در کوچینگ، ساراواک برگزار شد، جایی که ۲۴ شرکت کننده در آن شرکت کردند. در سال ۲۰۱۱ این مسابقه به صورت زنده از طریق تلویزیون RTM1 پخش شد و قبل از شمارش معکوس در سال ۲۰۱۲، هزاران نفر از افراد امدادگر در Dataran Merdeka شاهد آن بودند.

## برندگان
| ۱۹۹۴ | میشل هلمز                | استرالیا      | کوچینگ، مالزی        |            |            |
| ۱۹۹۵ | ماریا پاتلی              | یونان         | لنکاوی، مالزی        |            |            |
| ۱۹۹۶ | برگزار نشد               | برگزار نشد    | برگزار نشد           | برگزار نشد | برگزار نشد |
| ۱۹۹۷ | برگزار نشد               | برگزار نشد    | برگزار نشد           | برگزار نشد | برگزار نشد |
| ۱۹۹۸ | رکسانا جونک              | لهستان        | Sunway City، مالزی   |            |            |
| ۱۹۹۹ | آگنیشکا زاکرتا           | لهستان        | Sunway City، مالزی   |            |            |
| ۲۰۰۰ | ماریا اسپرانزا مانزانو   | فیلیپین       | Sunway City، مالزی   |            |            |
| ۲۰۰۱ | کندیس پینتو              | هند           | Sunway City، مالزی   |            |            |
| ۲۰۰۲ | پیانوچ خامبون            | تایلند        | Sunway City، مالزی   |            |            |
| ۲۰۰۳ | آنجلا بک                 | آفریقای جنوبی | Sunway City، مالزی   |            |            |
| ۲۰۰۴ | مگه نابه                 | آمریکا        | Sunway City، مالزی   |            |            |
| ۲۰۰۵ | ایزابل لامونت            | فرانسه        | Sunway City، مالزی   |            |            |
| ۲۰۰۶ | فلورینا مانیا            | رومانی        | Sunway City، مالزی   |            |            |
| ۲۰۰۷ | برگزار نشد               | برگزار نشد    | برگزار نشد           | برگزار نشد | برگزار نشد |
| ۲۰۰۸ | مناسوی ممگائی            | هند           | Sunway City، مالزی   |            |            |
| ۲۰۰۹ | سارا الزانوفسکی          | آلمان         | Sunway City، مالزی   |            |            |
| ۲۰۱۰ | ناتالی دن دکر            | هلند          | Sunway City، مالزی   |            |            |
| ۲۰۱۱ | آیلین گابریلا رابینسون   | مالزی         | Sunway City، مالزی   |            |            |
| ۲۰۱۲ | ریزینی الکسیس گومز †     | فیلیپین       | Sunway City، مالزی   |            |            |
| ۲۰۱۳ | آنجلی دیون گومز          | فیلیپین       | پوتراجایا، مالزی     |            |            |
| ۲۰۱۴ | فدیا یسابل حلبی ترویسی   | ونزوئلا       | پوتراجایا، مالزی     |            |            |
| ۲۰۱۵ | برگزار نشد               | برگزار نشد    | برگزار نشد           | برگزار نشد | برگزار نشد |
| ۲۰۱۶ | آریل پیرس                | نیوزیلند      | پوتراجایا، مالزی     |            |            |
| ۲۰۱۷ | جانی لودت علیپون         | فیلیپین       | جوهر بهرو، مالزی     |            |            |
| ۲۰۱۸ | آستری ایندا ورنیدانی     | اندونزی       | Sunway City، مالزی   |            |            |
| ۲۰۱۹ | سیریل پایومو             | فیلیپین       | Sunway City، مالزی   |            |            |
| ۲۰۲۰ | ماریا بالیکی وینهارسکی   | برزیل         | مجازی                |            |            |
| ۲۰۲۱ | جسی سیلانا وانگسودیهارجو | اندونزی       | مجازی                |            |            |
| ۲۰۲۲ | سوفاترا کلیانگپروم       | تایلند        | کوچینگ، مالزی        |            |            |
| ۲۰۲۳ | تیا لی تاویپانیچپان      | تایلند        | کوتا کینابالو، مالزی |            |            |
| ۲۰۲۴ | لیانا باریدو             | فیلیپین       | پتالینگ جایا، مالزی  |            |            |
| ۲۰۲۵ |                          |               |                      |            |            |

## کشور بر اساس تعداد برد
| کشور          | عناوین | سال                                |
| ------------- | ------ | ---------------------------------- |
| فیلیپین       | ۶      | ۲۰۰۰, ۲۰۱۲, ۲۰۱۳, ۲۰۱۷, ۲۰۱۹, ۲۰۲۴ |
| تایلند        | ۳      | ۲۰۰۲, ۲۰۲۲, ۲۰۲۳                   |
| اندونزی       | ۲      | ۲۰۱۸, ۲۰۲۱                         |
| هند           | ۲      | ۲۰۰۱, ۲۰۰۸                         |
| لهستان        | ۲      | ۱۹۹۸, ۱۹۹۹                         |
| برزیل         | ۱      | ۲۰۲۰                               |
| نیوزیلند      | ۱      | ۲۰۱۶                               |
| ونزوئلا       | ۱      | ۲۰۱۴                               |
| مالزی         | ۱      | ۲۰۱۱                               |
| هلند          | ۱      | ۲۰۱۰                               |
| آلمان         | ۱      | ۲۰۰۹                               |
| رومانی        | ۱      | ۲۰۰۶                               |
| فرانسه        | ۱      | ۲۰۰۵                               |
| آمریکا        | ۱      | ۲۰۰۴                               |
| آفریقای جنوبی | ۱      | ۲۰۰۳                               |
| یونان         | ۱      | ۱۹۹۵                               |
| استرالیا      | ۱      | ۱۹۹۴                               |